# Liste der Flughäfen auf den Malediven
Die Liste der Flughäfen der Malediven enthält die internationalen und regionalen Flughäfen und Flugplätze der Malediven.
Zu den Flughäfen werden jeweils die Kenndaten IATA-Code, ICAO-Code, Verwendung, Insel auf der sich der Flughafen befindet, das Atoll, der Verwaltungsbezirk sowie Eröffnungsdatum und Betreiber angegeben.
Die Geschichte der Luftfahrt reicht auf den Malediven zurück bis zum Zweiten Weltkrieg, als die Briten auf der Marinebasis Gan eine provisorische Landebahn errichteten, die später von der Royal Air Force übernommen und erweitert wurde. Der erste von der maledivischen Regierung kontrollierte Flughafen entstand ab 1960 auf der Insel Hulhulé nahe Malé. Ende der 1980er und Anfang der 1990er Jahre wurden dann drei kleine Inlandsflughäfen zur Erschließung abgelegener Atolle gebaut. Bis 2010 waren sämtliche Flughäfen in Staatsbesitz und wurden vom staatlichen Unternehmen Maldives Airports Company Limited (MACL) betrieben, seit der Demokratisierung des Landes und der damit verbundenen Öffnung der Wirtschaft sind nun auch privat betriebene Flugplätze möglich. Die wirtschaftliche Öffnung löste einen Bauboom aus, so wurden 2011/12 vier neue Flughäfen errichtet, weitere sind in Planung.
Der Flughafen Malé wurde 2011 offiziell nach dem Präsidenten Ibrahim Nasir benannt. Mit Wirkung vom 1. Januar 2017 wurde der Flughafen erneut umbenannt in Velana International Airport.

## Liste
| Name des Flughafens               | IATA-Code | ICAO-Code       | Verwendung                        | Insel            | Atoll                               | Verwaltungsbezirk  | Eröffnung                                                                    | Betreiber                             |
| --------------------------------- | --------- | --------------- | --------------------------------- | ---------------- | ----------------------------------- | ------------------ | ---------------------------------------------------------------------------- | ------------------------------------- |
| Velana International Airport      | MLE       | VRMM (alt VRMF) | internationaler Verkehrsflughafen | Hulhulé          | Nord-Malé-Atoll                     | Stadt Malé         | 1960 provisorisch, 1966 mit asphaltierter Landebahn, 1981 erweitert          | Maldives Airports Co. (2010–2012 GMR) |
| Gan International Airport         | GAN       | VRMG (alt VRGN) | internationaler Verkehrsflughafen | Gan (Atoll Addu) | Addu-Atoll                          | Stadt Addu (Seenu) | 1941 als britisches Marineflugfeld, seit 1981 zivil, seit 2007 international | Addu International Airport Pvt Ltd.   |
| Dharavandhoo Airport              | DRV       | VRMD            | Inlandsflughafen                  | Dharavandhoo     | Süd-Maalhosmadulu-Atoll             | Baa                | Oktober 2012                                                                 | Island Aviation Services              |
| Fuvahmulah Airport                | FVM       | VRMR            | Inlandsflughafen                  | Fuvahmulah       | Fuvahmulah                          | Gnaviyani          | November 2011                                                                |                                       |
| Hanimaadhoo International Airport | HAQ       | VRMH (alt VRHU) | internationaler Verkehrsflughafen | Hanimaadhoo      | Thiladhunmathi-Miladummadulhu-Atoll | Haa Dhaalu         | Oktober 1990                                                                 | Maldives Airports Co.                 |
| Kaadedhdhoo Airport               | KDM       | VRMT            | Inlandsflughafen                  | Kaadedhdhoo      | Huvadhu-Atoll                       | Gaafu Dhaalu       | Dezember 1993                                                                | Maldives Airports Co.                 |
| Kadhdhoo Airport                  | KDO       | VRMK (alt VRKD) | Inlandsflughafen                  | Kadhdhoo         | Haddhunmathi-Atoll                  | Laamu              | Dezember 1986                                                                | Maldives Airports Co.                 |
| Kooddoo Airport                   | GKK       | VRMO            | Inlandsflughafen                  | Kooddoo          | Huvadhu-Atoll                       | Gaafu Alif         | September 2012                                                               |                                       |
| Villa International Airport       | VAM       | VRMV            | internationaler Verkehrsflughafen | Maamigili        | Ari-Atoll                           | Alif Dhaal         | Oktober 2011                                                                 | Villa Shipping and Trading Company    |
| Thimarafushi Airport              | TMF       | VRNT            | Inlandsflughafen                  | Thimarafushi     | Kolhumadulu-Atoll                   | Thaa               | September 2013                                                               | Island Aviation Services              |

## Übersichtskarte
| Malé |

| Gan |

| Hanimaadhoo |

| Kaadedhdhoo |

| Kadhdhoo |

| Maamigili |

| Kooddoo |

| Dharavandhoo |

| Fuvamulah |

| Thimarafushi |